# Josepa de Falguera i de Pastors
Josepa de Falguera i de Pastors   (Sant Feliu de Llobregat, 1794 - 31 d'agost de 1881) fou una burgesa i propietària.

## Biografia
Filla de Josep de Falguera i d'Asprer (1728-1801) i de la seva tercera esposa Gertrudis de Pastors, era la pubilla d'una família de mercaders i propietaris.
El 1808, es casà als tretze anys amb Josep Maria de Càrcer i de Peguera (1779-1844). La decisió presa per la seva madrastra, Maria Gràcia Gelpi, responia a la necessitat d'acumular patrimoni i disposar així de recursos econòmics per invertir-los en les finques dels Falguera, que es trobaven molt abandonades. En els capítols matrimonials Josepa va aportar com a dot la seva heretat, mentre que els pares de Josep van fer-lo hereu de tots els seus béns. A partir d'aquell moment Josepa, titular del patrimoni Falguera, es va instal·lar a la casa dels Càrcer i va dependre totalment de la família del seu marit.
El matrimoni va tenir cinc fills en dotze anys. I tot i que les desavinences van sorgir aviat, l'any 1820 havien arribat a ser tan grans que van portar el seu cas als tribunals eclesiàstics per a iniciar un procés de separació. Aquest es va iniciar amb l'acusació per part del marit de tenir relacions il·lícites amb el seu cunyat, i va proposar que Josepa fos «segrestada o dipositada» en un convent de religioses per evitar, segons ell, el mal comportament de la seva esposa, al mateix temps que s'oferia a pagar les despeses. Ella, per la seva part, va al·legar maltractaments i menyspreu del seu marit i va proposar que visquessin separats. En el procés, diversos testimonis, entre els quals els dels criats, explicaren que ella tenia un geni viu i un caràcter exaltat i van certificar que Josep Maria li havia pegat, l'havia agafada pels cabells i l'havia arrossegada davant el servei, i que en diferents ocasions li havia tirat objectes amb la intenció de fer-li mal. El tribunal eclesiàstic va determinar la separació dels esposos i va col·locar Josepa sota la vigilància d'una dona de confiança del tribunal que havia de vigilar-la i denunciar-la en cas que no portés una vida decorosa. Les diligències es van reprendre el 1829 i novament el tribunal va sentenciar la separació per deu anys més, durant els quals Josepa havia de viure novament segrestada. Ella va protestar dient que a ella se la condemnava a una situació deshonrosa, sense haver-se pogut provar el seu adulteri, mentre el seu marit vivia en llibertat. Fins i tot, Josep Maria de Càrcer va declarar que trobava la solució indecorosa.
Reobert novament el cas l'any 1842, els procuradors de les dues parts van reiterar les posicions dels dos cònjuges. Consideraven que era impossible la reconciliació. Finalment, el 1844, després de la mort de Josep de Càrcer, se sol·licità que els actes es declaressin acabats.
Ja vídua, com a propietària del palau Falguera de Sant Feliu de Llobregat, va fer construir la façana «del llac o del jardí», superposada a l'edifici per dotar-lo de l'harmonia que li mancava arran d'ampliacions anteriors.
El seu fill i hereu Ramon de Càrcer i de Falguera (1809-1868), va emparentar amb la noblesa titulada a partir del seu casament amb Escolàstica d'Amat i d'Amat, filla dels marquès de Castellbell i Castellmeià.
Josepa va morir a l'edat de 87 anys. Cap dels seus cinc fills li va sobreviure, de manera que l'herència va passar al seu net Joaquim de Càrcer i d'Amat (1835-1923).